# 肯普隆格

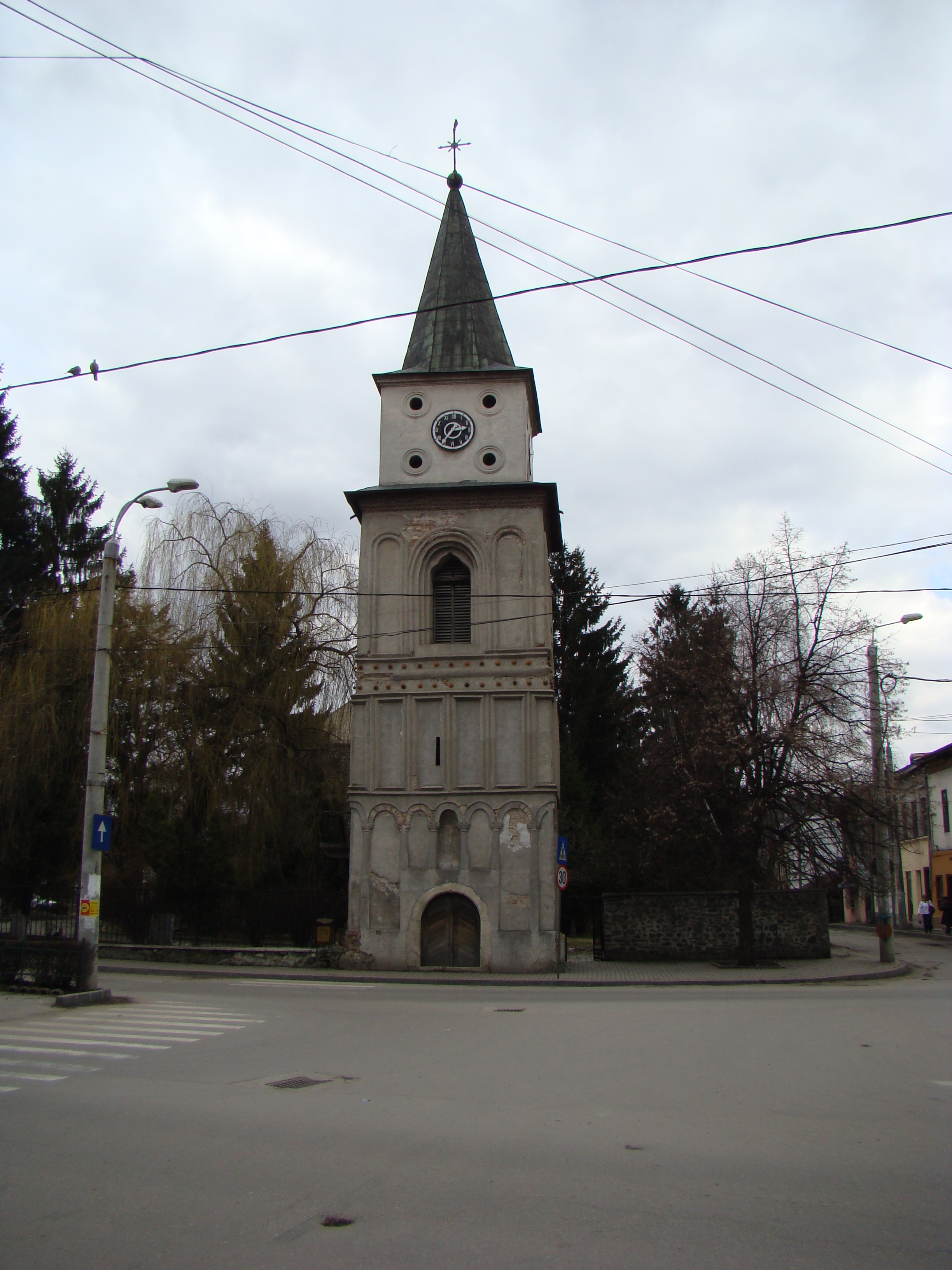

肯普隆格（羅馬尼亞語：Câmpulung，羅馬尼亞語發音：[kɨmpuˈluŋɡ]）是羅馬尼亞的城市，位於該國南部，距離首府皮特什蒂47公里，由阿爾傑什縣負責管轄，海拔高度589米，2009年人口27,574，大多數居民信奉東正教。

## 友好城市
- 法國 苏瓦松